# Litosferă

Litosfera (din greacă lithos = piatră și sferă) este partea solidă de la exteriorul unei planete.
În cazul Pământului, litosfera include scoarța terestră și partea superioară a mantalei (mantaua superioară, sau litosfera inferioară).
Caracteristica principală care separă litosfera de astenosferă este starea ei de agregare. Litosfera se află într-o stare solidă, și deformările la nivelul acesteia se produc mai ales prin rupturi. Astenosfera se află într-o stare vâscoasă, și deformările la nivelul astenosferei sunt deformări plastice.
Litosfera include crusta (continentală sau oceanică) și exteriorul mantalei superioare. Grosimea litosferei variază de la câtiva km, în zonele de rift din oceane la 100–150 km sub parțile mai vechi ale bazinelor oceanice, grosimea crescând pană la 250–300 km sub zonele plăcilor continentale. Grosimea medie a litosferei e de cca 100 km.
Litosfera plutește pe stratul inferior al pământului numit astenosferă. Astenosfera este un strat slab, în stare vâscoasă. Din cauza mișcărilor de convecție din interiorul astenosferei, litosfera este fragmentată în părți solide, numite plăci tectonice, care se mișcă independent una față de cealaltă. Aceste mișcări se numesc mișcări tectonice.
Partea exterioară a litosferei cuprinde crusta terestră. Crusta oceanică, numită sima are o grosime de 5–10 km și este formată în principal din roci bazaltice. Crusta continentală, numită sial are o grosime de 20–70 km și e formată din roci mai puțin dense decât crusta oceanică. Temperatura crustei variază de la temperatura mediului, la suprafața acesteia, până la ~900 grade la contactul cu mantaua superioară.
Intre crustă și mantaua superioară se afla o discontinuitate numita discontinuitatea Mohorovicic sau Moho. Aceasta a fost identificată în 1909 de Andrija Mohorovičić , un seismolog din Croația, care a remarcat creșterea bruscă a vitezei undelor seismice în acest punct. Această discontinuitate se află la limita inferioară a crustei, distanța de la suprafața pământului variind intre 5 și 75 km. S-au efectuat diverse încercări de a ajunge prin forare la această discontinuitate, și de a colecta materiale din mantaua superioară, cea mai recentă fiind în apr. 2005, de 1416m sub Oceanul Atlantic.
Partea superioară a mantalei este formată din materie solidă, consistentă. Mantaua diferă substanțial fată de crustă prin compoziție chimică, proprietăți mecanice, tipuri de roci și caracteristici seismice. Crusta este în principal un produs al topirii rocilor din manta. Din cauza topirii, unele elemente chimice incompatibile se separă, materialele mai puțin dense ridicându-se mai la suprafață. Rocile din manta au cantități mai mari de fier și magneziu, și mai puțin siliciu și aluminiu decât crusta. În ansamblu litosfera este preponderent formată din combinații chimice ale următoarelor elemente: oxigen, siliciu, aluminiu, calciu, fier, aluminiu, sodiu, potasiu și magneziu.

## Legături externe
- en  http://www.windows.ucar.edu/cgi-bin/tour_def/earth/interior/earths_crust.html Arhivat în 2 noiembrie 2006, la Wayback Machine.
- en  http://www.geolsoc.org.uk/template.cfm?name=lithosphere